# Gottfried Schurig

Gottfried Schurig

Gottfried Schurig (* 21. Juni 1865 in Bremen; † 28. März 1941 in Baden-Baden) war ein deutscher Unternehmer und Politiker (DDP).

## Biografie
Schurig entstammte einer evangelischen Familie aus Bremen. Sein Vater war der Bremer Töpfer Gottfried Michaelis (1829–1866). Den Namen Schurig übernahm er 1890 von seinem mütterlichen Großvater. 
Er besuchte in Bremen die Realschule in der Altstadt und er absolvierte eine kaufmännische Lehre bei einem Tabakgeschäft. 

### Unternehmer
Ab 1881 war er bei der Kaiserbrauerei Beck & Co. beschäftigt. 1894 vermittelte er dem späteren Reichspräsidenten Friedrich Ebert eine Gaststätte in der Brautstraße in Bremen. 1902 stieg er auf zum Prokuristen. 1910 wurde er alleiniger Direktor der Brauerei. Im Ersten Weltkrieg wurde von ihm 1917 die Remmer Brauerei in Bremen gekauft und 1918 die Aktienmehrheit der St. Pauli-Brauerei, dem stärksten Konkurrenten auf internationalen Märkten, übernommen. Nach dem Krieg war Schurig alleiniger Inhaber der Brauerei. Es erfolgte 1921 die Übertragung des gesamten Inlandsgeschäfts auf die neu gegründete Haake-Beck Brauerei A.G. Die Kaiserbrauerei nannte sich nun Exportbrauerei Beck & Co. KG. Schurig war Vorsitzender des Vorstandes von Haake-Beck und Teilhaber von Beck & Co. Zudem gehörte er den Aufsichtsräten weiterer Brauereien sowie der Focke-Wulf-Flugzeugbau AG und der Norddeutschen Luftverkehrs-AG und dem Verwaltungsrat der Sparkasse Bremen an.

### Politik
Nach der Novemberrevolution von 1918 war Schurig ein entschiedener Gegner der Bremer Räterepublik. Er war Mitbegründer der Deutschen Demokratischen Partei (DDP) in Bremen. 1919 wurde er in die verfassungsgebende Bremer Nationalversammlung gewählt. 
Als Vertreter der DDP war er vom 10. April 1919 bis zum 8. Juli 1920 Mitglied im Bremer Senat im Kabinett von Karl Deichmann (SPD). Von 1920 bis 1924 war er Mitglied der Bremischen Bürgerschaft und stellvertretender Fraktionsvorsitzender der DDP. 
Vom 7. Dezember 1924 bis zum 20. Mai 1928 war er für eine Legislaturperiode Mitglied im Deutschen Reichstag. Dann setzte er seine politische Arbeit in der Bremer Bürgerschaft von 1928 bis 1930 fort. Danach zog er sich aus der Politik zurück.
Er war Mitglied und Förderer von mehreren sozialen und kulturellen Vereinen.